# Swenyhorodka
Swenyhorodka (ukrainisch Звенигородка; russisch Звенигородка Swenigorodka) ist eine Stadt mit 16.800 Einwohnern im Zentrum der Ukraine.

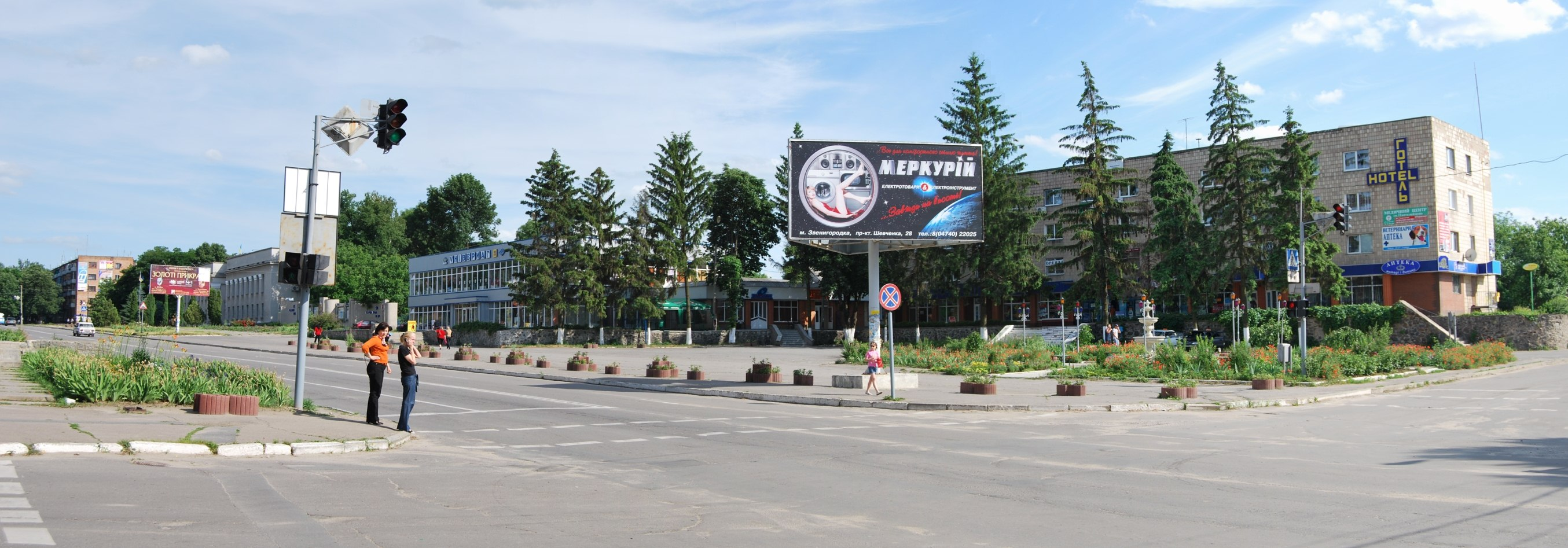
Stadtmitte

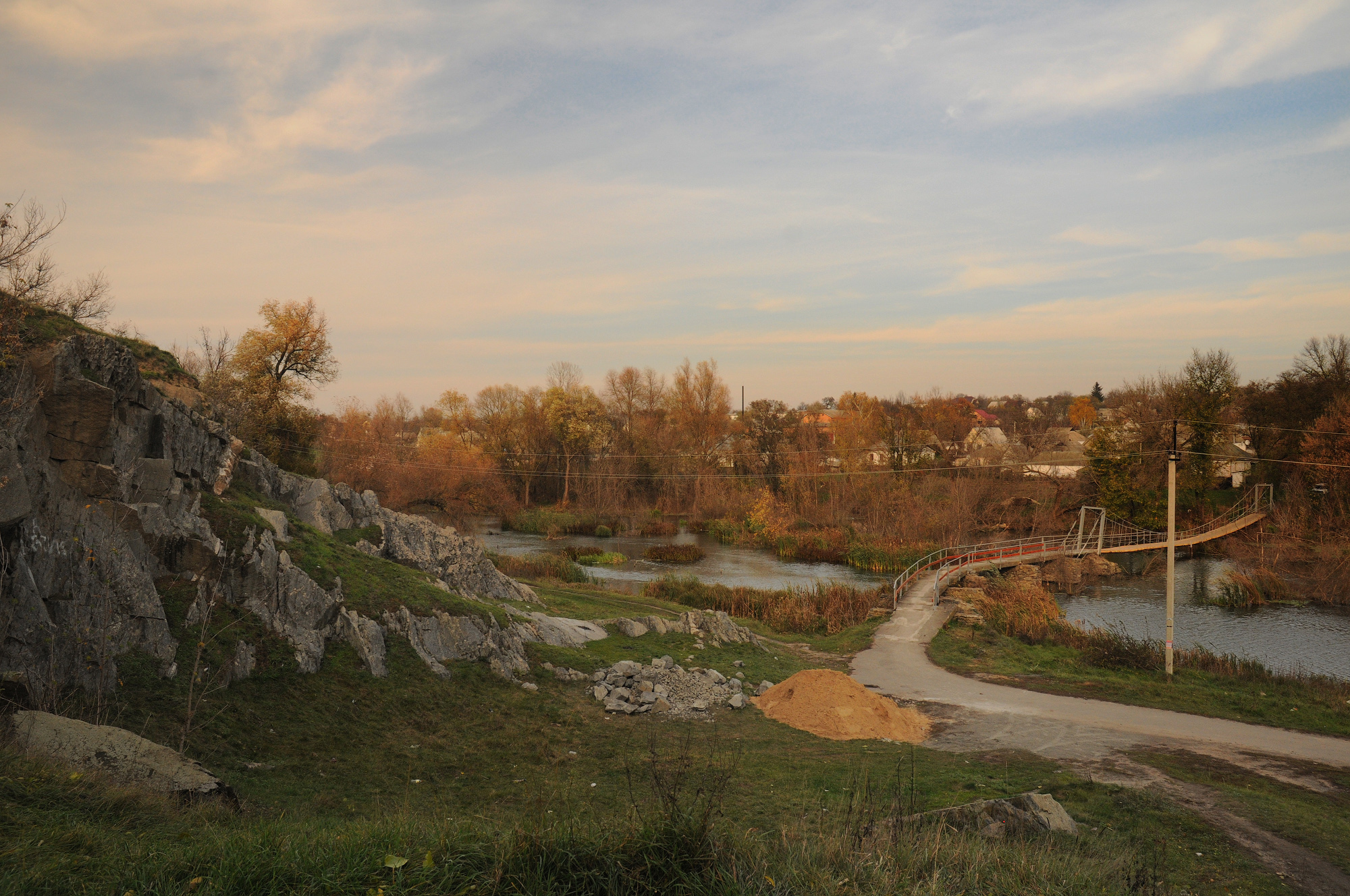
Der Hnylyj Tikytsch und das geologische Naturdenkmal Swenyhorodka-Konglomerat bei Swenyhorodka

## Geografische Lage
Die Stadt liegt auf einer Höhe von 148 m am Ufer des Hnylyj Tikytsch und an der Bahnlinie Winnyzja – Tscherkassy. An der Stadt vorbei führt die Fernstraße N 16 und die Regionalstraße R–04.

## Geschichte

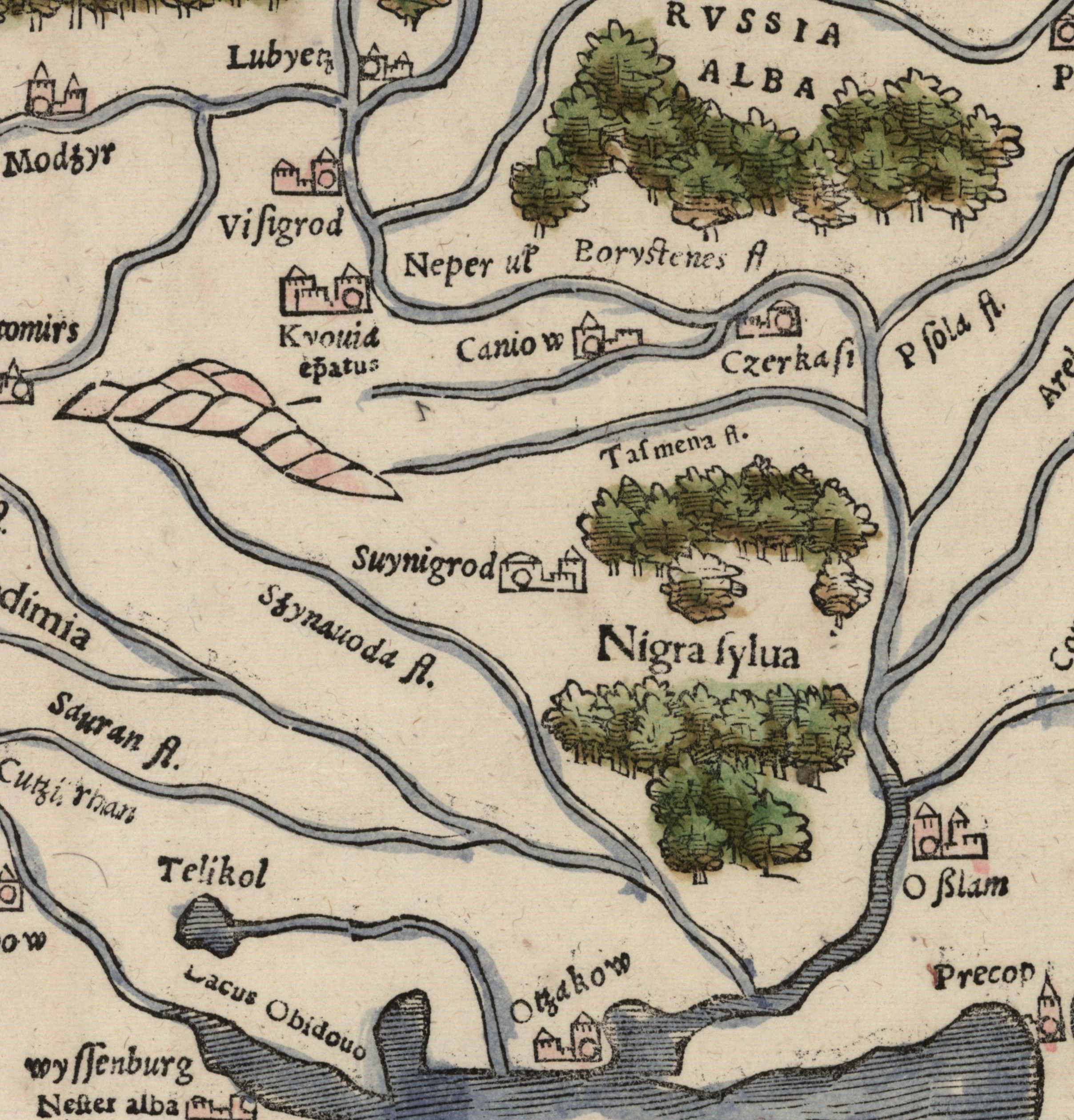
Swenyhorodka auf einer Karte von 1552, als Suynigrod angegeben

Swenyhorodka wurde während der Kiewer Rus gegründet. Die erste schriftliche Erwähnung stammt aus dem Jahr 1394, obwohl der Ursprung der Stadt wahrscheinlich weiter zurückliegt, da sie zuvor während der mongolischen Invasion zerstört worden war.
1504 wurde Swenyhorodka Teil des Großfürstentums Litauen, nachdem es von Khan Meñli I. Giray abgetreten worden war. Die Stadt fiel 1569 an die Krone des Königreichs Polen, nachdem diese die rechtsufrige Ukraine erobert hatte. Während des Chmelnyzkyj-Aufstandes um 1650 erhob sich die Bevölkerung gegen den polnischen Adel und vertrieb diesen aus der Region. Swenyhorodka fiel dann für einige Jahre unter die Herrschaft des Hetmanats der Saporoger Kosaken, bis die polnische Krone 1667 durch den Vertrag von Andrussowo die Kontrolle über das Gebiet wiedererlangte. Nach zwei Angriffen von Hajdamaken 1737 und 1743 errichtete die polnische Regierung Festungen rund ums Schloss. Während des Kolijiwschtschyna-Aufstandes im Jahr 1768 schlossen sich zahlreiche Bürger dem Kampf gegen die katholische Kirche und den polnischen Adel an, doch die Stadt blieb weiterhin unter polnischer Kontrolle. 1792 verlieh der polnische König Stanislaus Poniatowski dem Ort das Magdeburger Stadtrecht, doch im Jahr darauf fiel Swenyhorodka im Rahmen der Dritten Polnischen Teilung an das Kaiserreich Russland.
1798 wurde Swenyhorodka administratives Zentrum eines Ujesd im Gouvernement Kiew des Russischen Kaiserreichs. In der Folge kam es zu einer schnellen industriellen Entwicklung in den Bereichen Holzhandel, Töpferei und Kunsthandwerk. Zudem wurde die Stadt neben Tschyhyryn und Bila Zerkwa ein Zentrum der Milchverarbeitung. In den 1830er Jahren wurden ein Krankenhaus, eine Poststelle, Telegrafie-Verbindungen sowie eine Brücke über den Fluss Hnylyj Tikytsch errichtet. Die meisten Bewohner waren zu jener Zeit Analphabeten, doch 1833 wurde erstmals eine örtliche Schule mit 20 Schülern errichtet.
Im Zweiten Weltkrieg war die Stadt vom 29. Juli 1941 bis zum 28. Januar 1944 vom nationalsozialistischen Deutschen Reich besetzt. Im Rahmen der Judenverfolgung wurde hier im September 1941 ein Ghetto errichtet, in dem bis Juni 1942 etwa 1500 Juden erschossen wurden.

## Verwaltungsgliederung
Am 12. Juni 2020 wurde die Stadt zum Zentrum der neugegründeten Stadtgemeinde Swenyhorodka (ukrainisch Звенигородська міська громада/Swenyhorodska miska hromada), zu dieser zählen auch die 15 in der untenstehenden Tabelle aufgelisteten Dörfer, bis dahin bildete sie die gleichnamige Stadtratsgemeinde Swenyhorodka (Звенигородська міська рада/Swenyhorodska miska rada) im Zentrum des Rajons Swenyhorodka.
Folgende Orte sind neben dem Hauptort Swenyhorodka Teil der Gemeinde:
| Name                     | Name       | Name                     |
| ukrainisch transkribiert | ukrainisch | russisch                 |
| ------------------------ | ---------- | ------------------------ |
| Bahatschiwka             | Багачівка  | Богачовка (Bogatschowka) |
| Chlypniwka               | Хлипнівка  | Хлипновка (Chlipnowka)   |
| Hnylez                   | Гнилець    | Гнилец (Gnilez)          |
| Hudsiwka                 | Гудзівка   | Гудзовка (Gudsowka)      |
| Hussakowe                | Гусакове   | Гусаково (Gussakowo)     |
| Knjascha                 | Княжа      | Княжья                   |
| Kosazke                  | Козацьке   | Казацкое (Kasazkoje)     |
| Majdaniwka               | Майданівка | Майдановка (Jurkowka)    |
| Mychajliwka              | Михайлівка | Михайловка (Michailowka) |
| Morynzi                  | Моринці    | Моринцы (Morinzy)        |
| Mursynzi                 | Мурзинці   | Мурзинцы (Mursinzy)      |
| Nemorosch                | Неморож    | Неморож                  |
| Pawliwka                 | Павлівка   | Павловка (Pawlowka)      |
| Stebne                   | Стебне     | Стебное (Stebnoje)       |
| Wilchowez                | Вільховець | Ольховец (Olchowez)      |

## Bevölkerungsentwicklung
| Bevölkerungsentwicklung |        |        |        |        |        |        |        |        |        |        |
| Jahr                    |        |        |        |        |        |        |        |        |        |        |
| 1897                    | 1923   | 1926   | 1939   | 1959   | 1970   | 1979   | 1989   | 2001   | 2010   | 2019   |
| 16.923                  | 15.521 | 18.019 | 13.936 | 17.154 | 19.804 | 21.651 | 22.740 | 19.901 | 18.482 | 16.830 |

## Söhne und Töchter
- Naphtali Herz Günzburg (1833–1909), Bankier
- Grigori Alexandrowitsch Helbach (1863–1930), russischer Schachspieler
- Tschajka Watenberg-Ostrowskaja (1901–1952), Mitglied des JAFK